# Chiesa dei Santi Lorenzo e Barbara
La chiesa dei Santi Lorenzo e Barbara è il duomo della città di Seravezza, in Versilia, sede dell'omonima parrocchia appartenente all'unità pastorale delle Apuane dell'arcidiocesi di Pisa.

## Storia
I lavori per la costruzione della chiesa attuale iniziarono nel 1422 nei pressi di quella preesistente, che era dedicata ai Santi Simone, Giuda e Agata; già nel 1430 si fermarono a causa del saccheggio di Seravezza da parte delle truppe fiorentine, per ripartire nel 1506 e terminare nel 1522.
Già dipendente dalla pieve di Vallecchia, se ne distaccò solo nel 1531; venne consacrata nel 1569. Successivamente, per tutto il secolo XVI e in quello successivo, fino al 1670, l'edificio fu oggetto di vari interventi di restauro e ampliamento, tra i quali quello per la costruzione delle due navate laterali; negli stessi anni vennero realizzati gli arredi in marmi policromi, tra cui l'altar maggiore e il pulpito, attribuibili a Jacopo Benti.
La chiesa, danneggiata da un bombardamento durante la seconda guerra mondiale, è stata successivamente restaurata e riaperta al culto.

## Descrizione

### Esterno

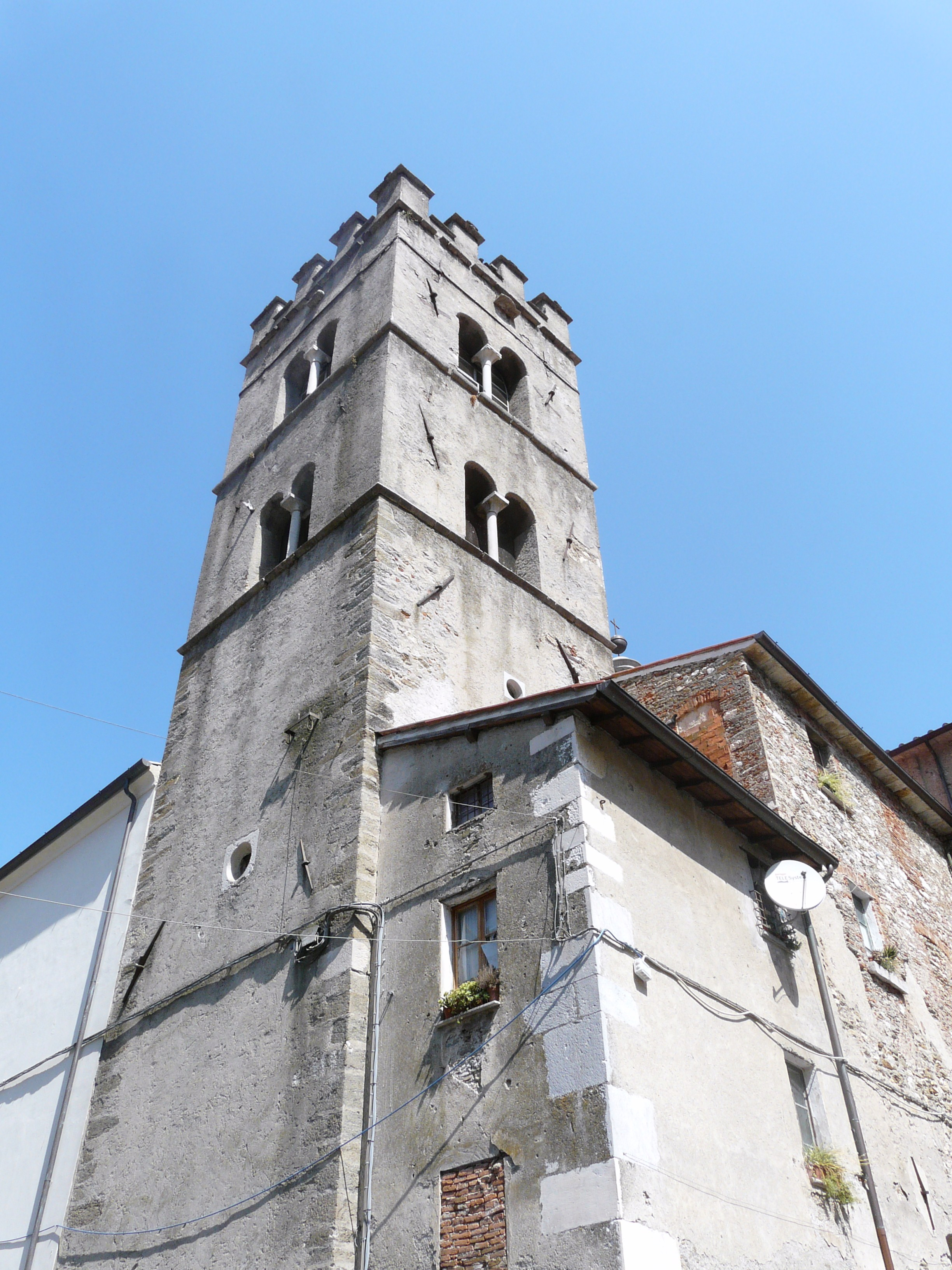
Il campanile

L'esterno della chiesa dei Santi Lorenzo e Barbara è caratterizzato dalla facciata barocca, risalente alla fine del XVI secolo; essa è a salienti, coronata nella parte superiore da un cornicione idealmente sorretto da lesene composite e tuscaniche. Nel frontespizio si aprono tre portali marmorei con timpano triangolare, ciascuno dei quali è sormontato da una finestra, quadrata sopra i portali laterali, circolare sopra quello centrale.

## Il Campanile
Sul fianco destro della chiesa, tra il transetto e l'abside, sorge la torre campanaria della chiesa, terminata nel 1522; a pianta quadrangolare, presenta un particolare coronamento a merli e due bifore con colonnina su ciascuno dei quattro lati.
All'interno dell'ultimo piano sono custodite cinque campane, di cui una campanella posta nella bifora a nord del Duomo proveniente dalla chiesa di Gallena; mentre le altre quattro sono in accordo di Mib3 maggiore, cioè La3, Sol3, Fa3, Mib3 una delle quali venne fusa alla fine del '500 dal capostipite della famiglia Campana, che fuse l'anno prima la campana maggiore della Pieve della Cappella.
Ormai si è perso il caratteristico suono alla Lucchese con le campane in piedi, questo anche per motivi di staticità della torre che ormai possiede già i suoi 500 anni dalla sua costruzione, tanto che la grossa è ferma da molti anni.

### Interno
La chiesa dei Santi Lorenzo e Barbara presenta una pianta a croce latina, con aula divisa in tre navate da archi a tutto sesto poggianti su colonne tuscaniche, con volta a botte lunettata alta 15 metri nella navata centrale; sulla crociera si eleva la cupola a pianta circolare, esternamente ottagonale, con basso tamburo e calotta affrescata a cassettoni, che ha un diametro di 10 metri e che alla sua sommità raggiunge i 23 metri di altezza.

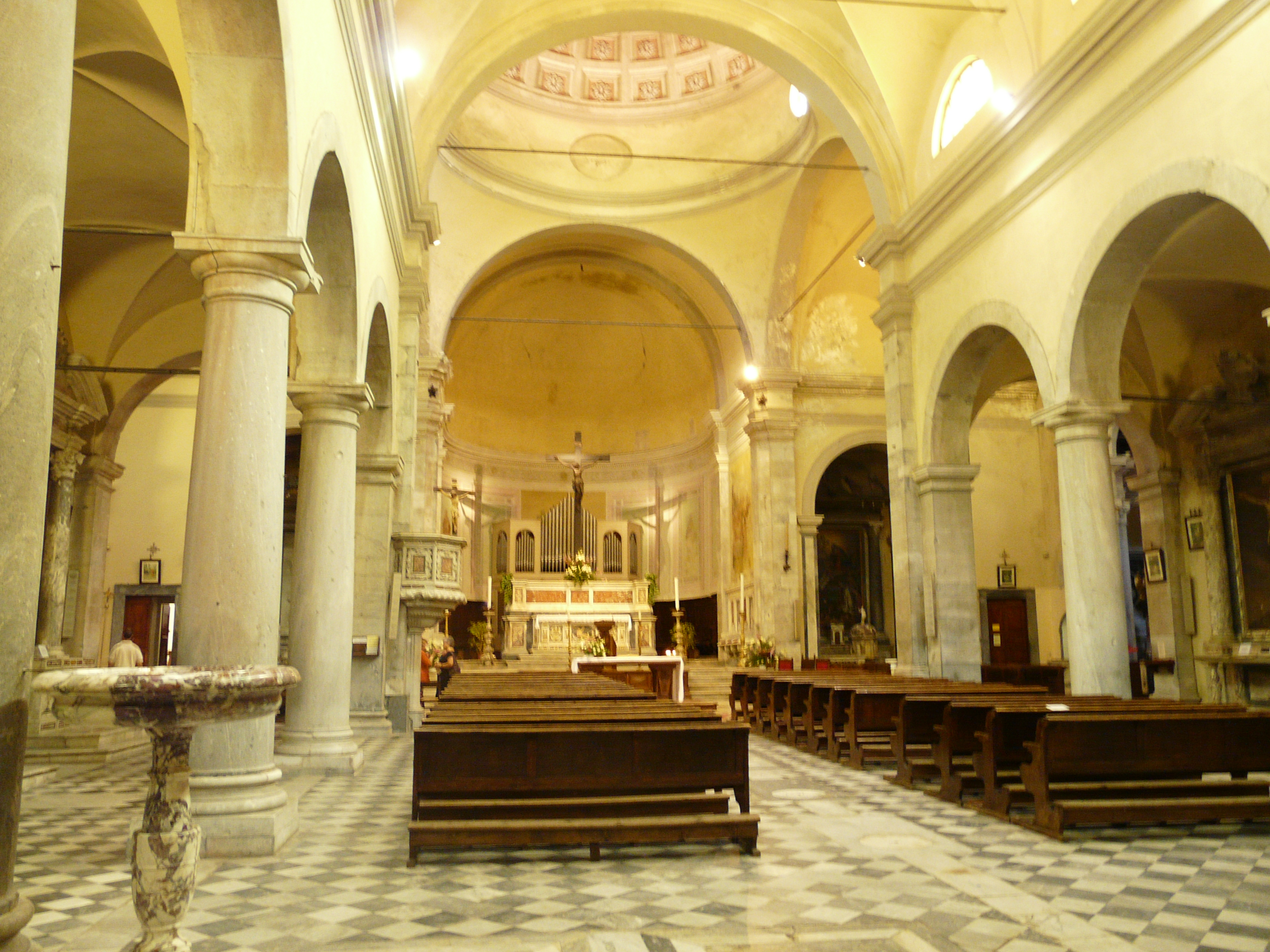
Interno

La navata centrale, oltre la crociera, termina con la profonda abside semicircolare, ospitante il presbiterio, all'interno del quale, in posizione centrale, trova luogo l'altare maggiore in marmi policromi; quest'ultimo, opera di Jacopo Benti che lo realizzò nel 1683, presenta un paliotto riccamente intarsiato con al centro il Martirio di San Lorenzo e la torre di Santa Barbara e ai lati Corone e palme del martirio.
Lungo le navate laterali si trovano vari altari barocchi, quattro per ogni lati, ed altri stanno nelle cappelle che si aprono sul transetto. Nella cappella dedicata alle anime del Purgatorio, che dà sul braccio di destra del transetto, vi è un tempietto ottagonale marmoreo sormontato dalla statua di Gesù Redentore, all'interno del quale sono custodite varie reliquie, tra cui quelle dei santi titolari della chiesa; nella parete di fondo del transetto di sinistra, invece, si apre la cappella già del Santissimo Sacramento, ora dedicata alla Madonna del Soccorso, la cui effigie dipinta su lavagna è inserita all'interno dell'ancona barocca dell'altare; la stessa cappella è decorata con le statue dei Santi Gioacchino e Anna e una pala marmorea (1727) con Gloria di angeli.
Al XVII secolo risale anche gran parte dell'arredo pittorico della chiesa, tra cui spicca la Pentecoste del Passignano.

### Organo a canne

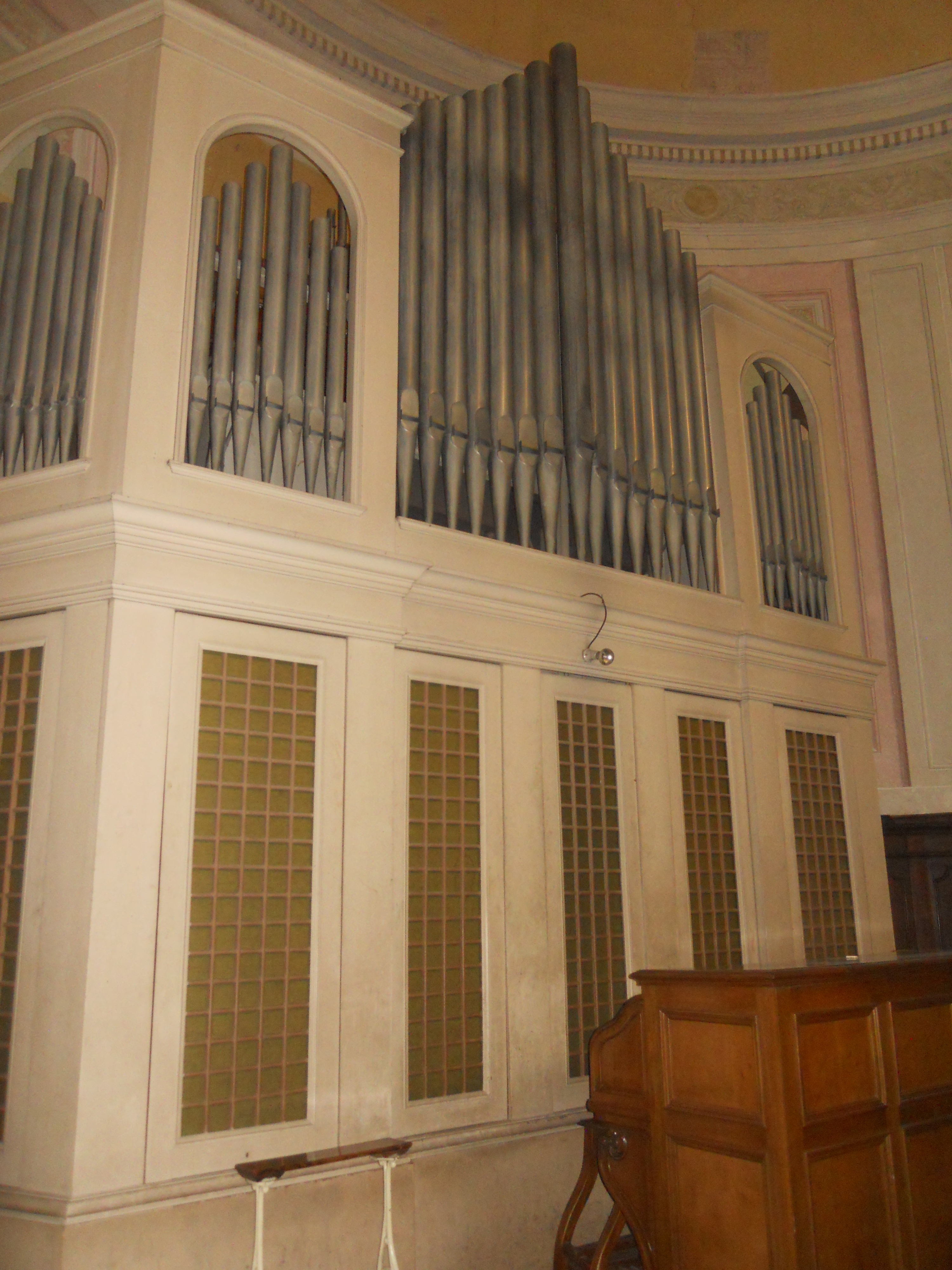
L'organo a canne

Nell'abside, alle spalle dell'altare maggiore, a pavimento, si trova l'organo a canne della chiesa, costruito dalla ditta Fratelli Ruffatti nella seconda metà del XX secolo.
Lo strumento è racchiuso all'interno della cassa del precedente strumento, originariamente in cantoria, con mostra formata da cinque cuspidi di canne di principale, tre sulla parte anteriore e due sulle fiancate. La trasmissione è elettrica e la consolle, anch'essa situata nell'abside, dispone di due tastiere di 61 note ciascuna e pedaliera concavo-radiale di 32 note.